# Lago Oil & Transport Co. Ltd.
De Lago Oil & Transport Co. Ltd. (afgekort Lago) was van 1924 tot 1985 een olieraffinaderij gevestigd te San Nicolas, Aruba. Het bedrijf groeide in de Tweede Wereldoorlog uit tot de op een na grootste raffinaderij ter wereld en was van vitaal belang als leverancier van vliegtuigbrandstof aan de geallieerde invasiemacht.

## De beginjaren

### Transport- en Overslagbedrijf

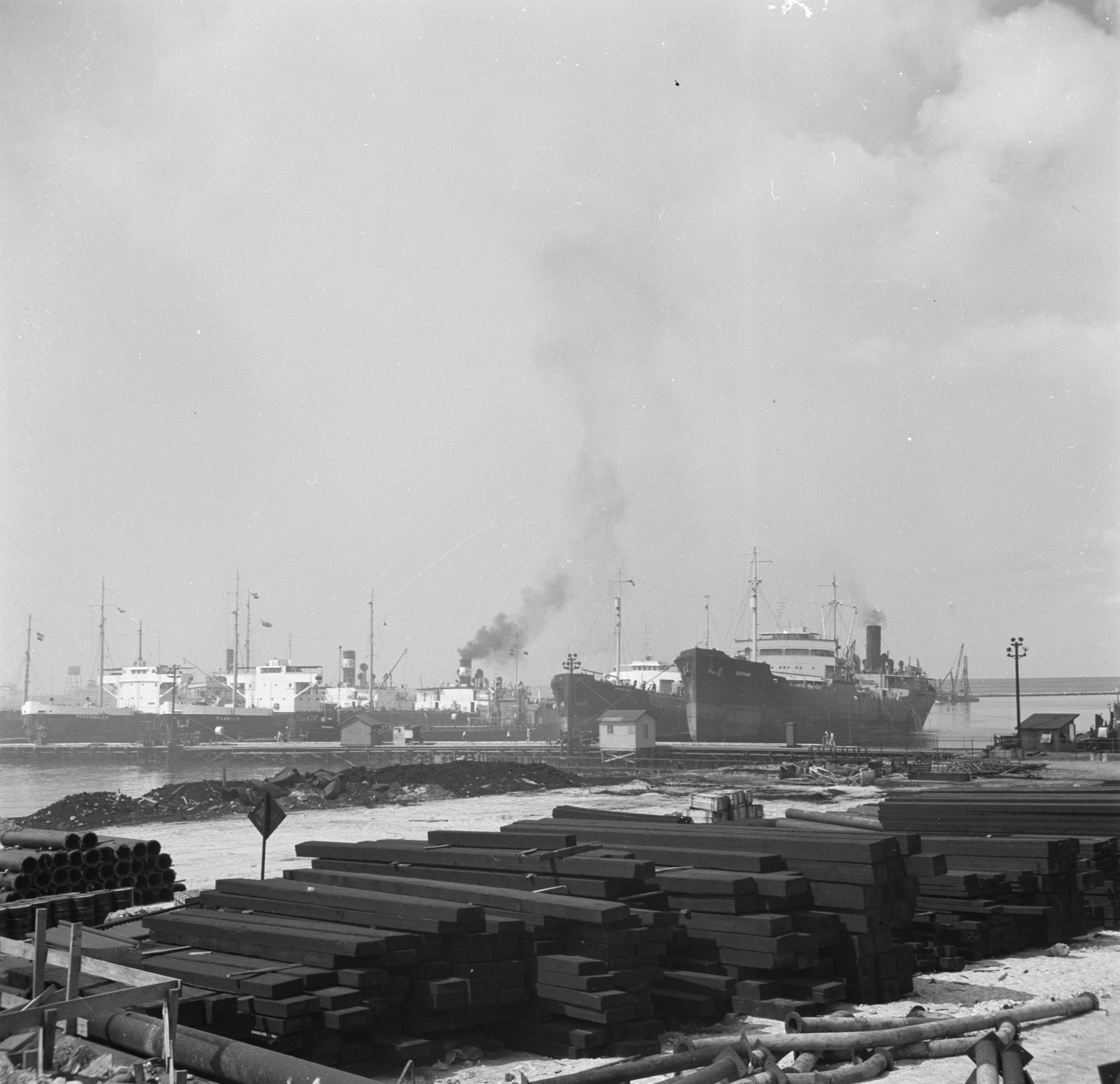

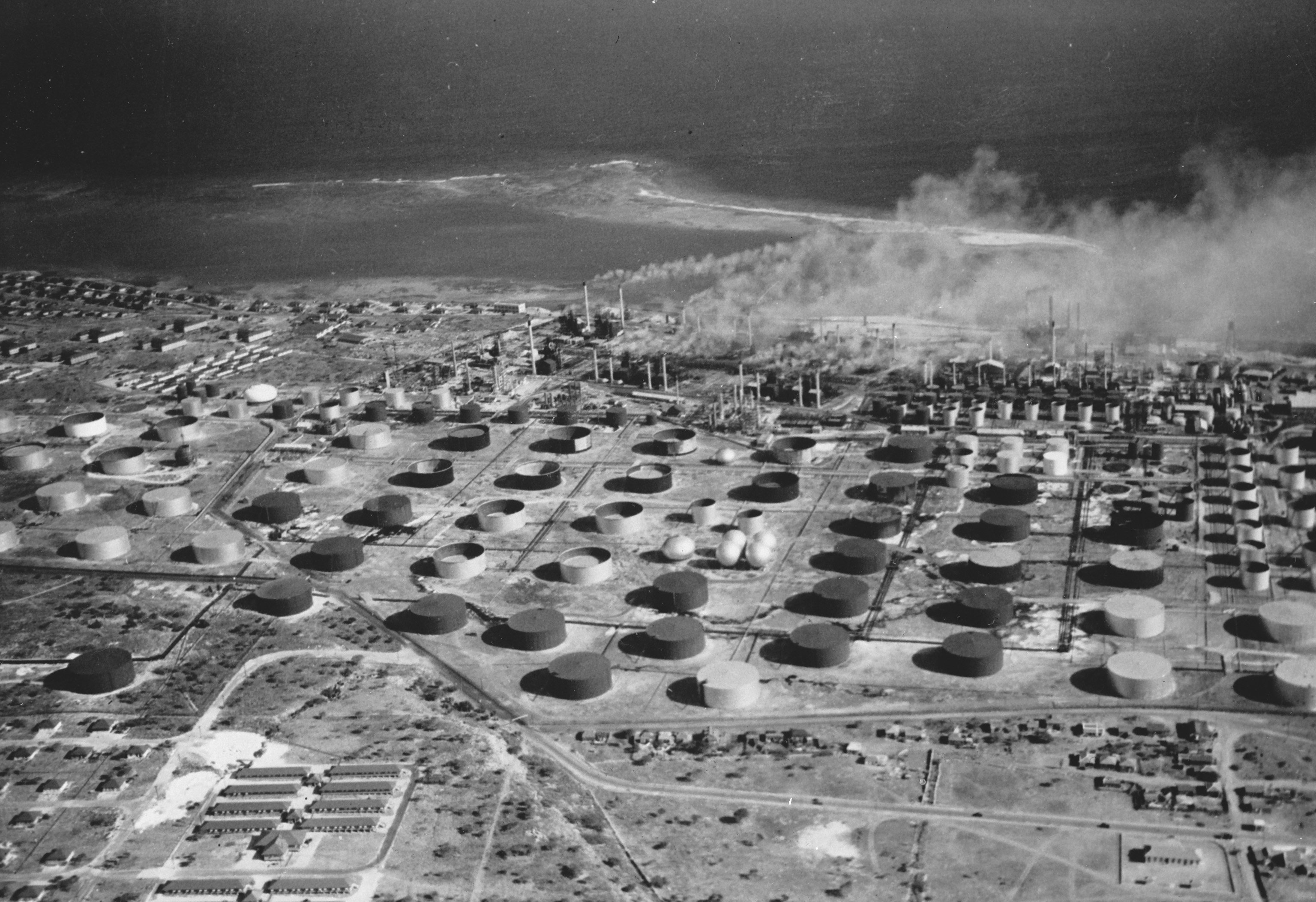

Lago werd vernoemd naar het Lago de Maracaibo (Maracaibo-meer) in Venezuela. Nadat grote aardolievoorraden onder het Maracaibo-meer was ontdekt leek het onmogelijk de olie op de markt te brengen omdat het kanaal van het meer te ondiep was voor olietankers. Pan American Petroleum & Transport Co. (PAT), een Amerikaanse oliemaatschappij in het bezit van een concessie voor een groot deel van het meergebied, richtte toen Lago Oil & Transport Co. Ltd. op. In 1924 begon de onderneming als rederij, die met speciale "meer"-tankers aardolie vervoerde van het Maracaibo-meer naar Aruba. Op 17 november 1929 opende Lago aan de Sint-Nicolaasbaai een overslagfaciliteit. De ruwe olie werd nu naar de overslaghaven gebracht en in grote tanks opgeslagen om vervolgens geladen te worden op grotere oceaantankers richting de Verenigde Staten, waar verwerking tot eindproducten zoals benzine, diesel-, bunker- en stookolie plaatsvond.

### Raffinaderij

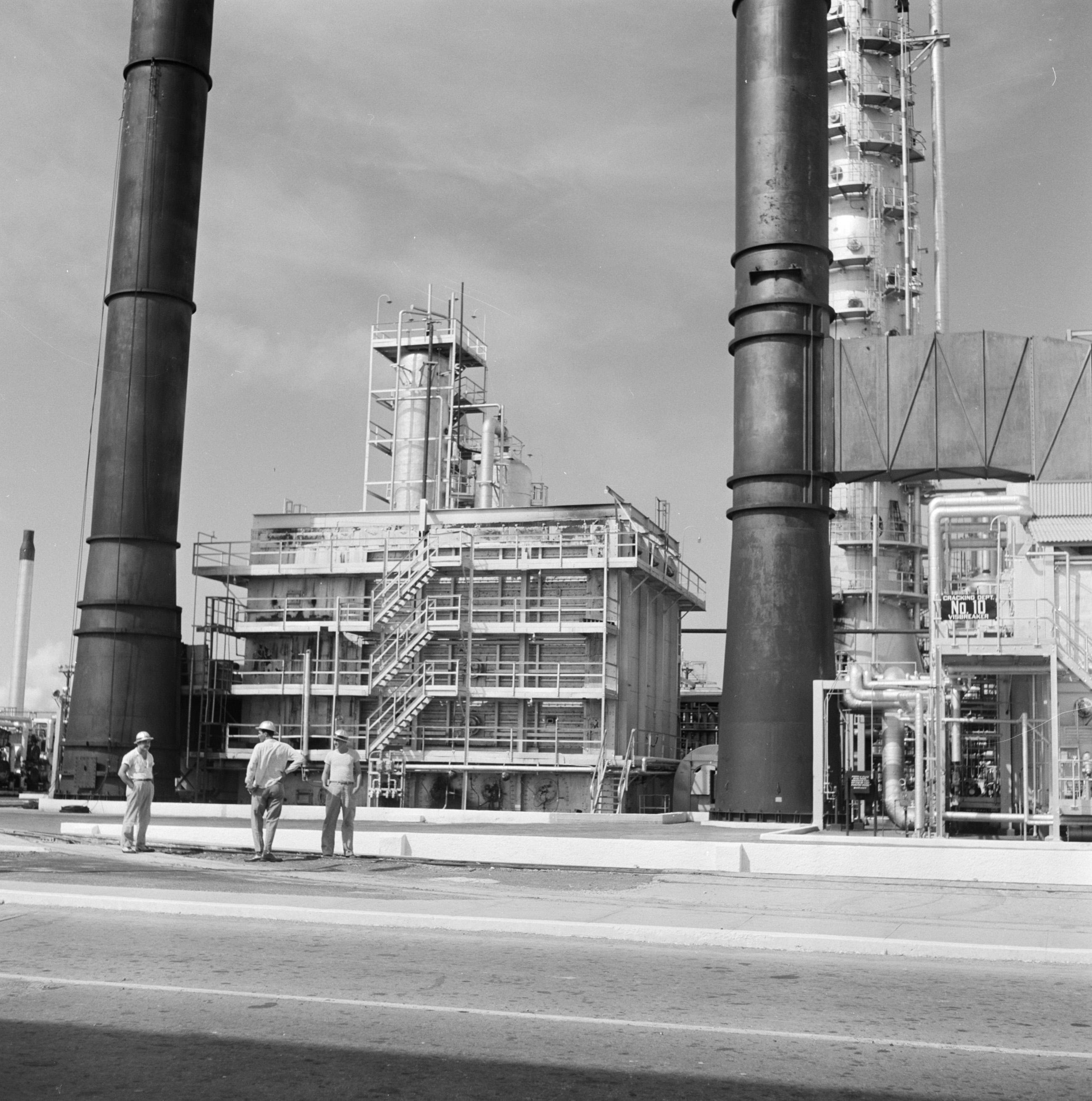

In 1928 nam Standard Oil of Indiana, een Amerikaanse oliemaatschappij en meerderheidsaandeelhouder van PAT, de Lago-overslagfaciliteit in San Nicolas en de olie-concessies van het Maracaibo-meer over. Standard Oil of Indiana bouwde vervolgens een kleine raffinaderij naast de overslaghaven. Kort nadat de raffinaderij was voltooid, werd door de Amerikaanse regering een belasting op geïmporteerde ruwe olie ingevoerd. Aangezien Standard of Indiana alleen verkooppunten in de Verenigde Staten had en door de heffing zijn concurrentiekracht verloor, verkocht ze in 1932 zowel de Lago als de exploitatie-vergunningen van het Maracaibo-meer aan Standard Oil of New Jersey (Esso). Esso was toen al een van de zeven grote oliemaatschappijen en beschikte over een wereldwijde marketingnetwerk. De naam Esso als handelsmerk werd hierna onlosmakelijk aan de Lago verbonden. In 1935 werd onder de naam Lago  Vocational  School een bedrijfschool geopend, die cursussen en opleidingen verzorgde voor het personeel. Deze werd in 1957 gesloten nadat de regering een technische school in Oranjestad had geopend.
In 1938 sloot Standard Oil of New Jersey een contract om Groot-Brittannië te voorzien van 100 octaan vliegtuigbrandstof. Vanwege het isolationisme dat in de Verenigde Staten heerste (en dat er inderdaad toe leidde dat de V.S. neutraal bleef in de Tweede Wereldoorlog tot eind 1941), moest overeenkomstig het contract het product buiten de V.S. worden geproduceerd. Gezien Aruba Nederlands gebied was, was de Lago strategisch gepositioneerd om de vliegtuigbrandstof te produceren zonder juridische of internationale problemen. Aldus breidde de productie van de raffinaderij zich uit, ruim voor de aanvang van de Tweede Wereldoorlog.

## De Tweede Wereldoorlog

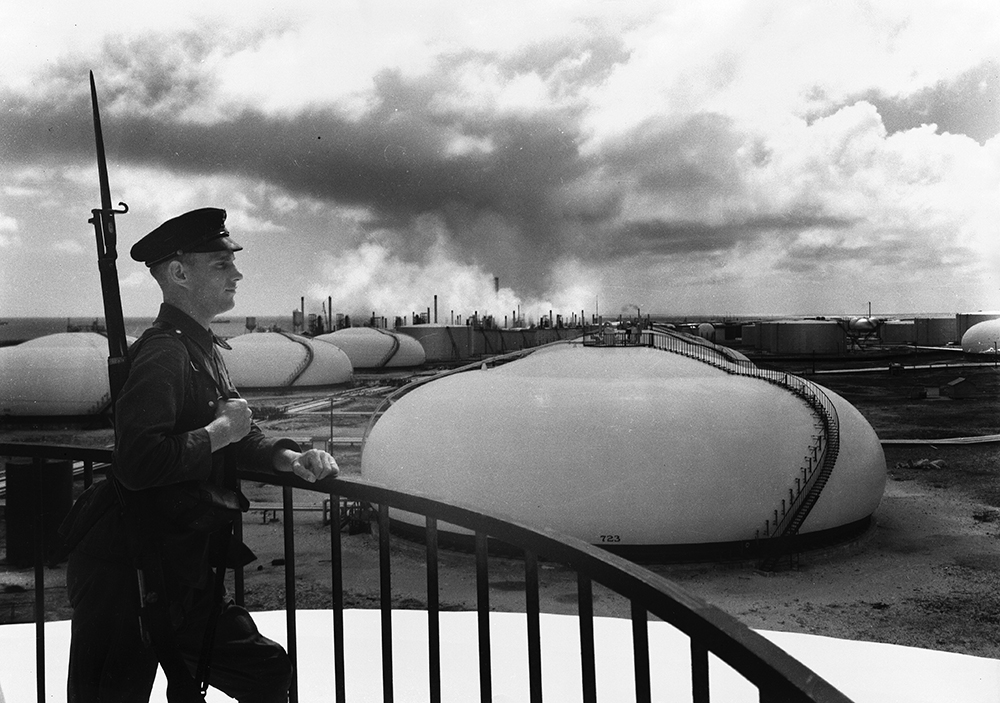
Nederlands soldaat op wacht

Met de toetreding van de Verenigde Staten tot de Tweede Wereldoorlog in 1942, nam de vraag naar vliegtuigbrandstof verder toe en werd snel daarna een aanzienlijke uitbreiding van de raffinagecapaciteit gerealiseerd. Hiermee werd de Lago de op een na grootste raffinaderij ter wereld en een belangrijke producent van petroleumproducten voor de geallieerde oorlogsinspanningen. De Lago-raffinaderij was enkel voorbijgestreefd door de op Curaçao gevestigde Isla-raffinaderij van de Royal Dutch Shell. Samen verwerkten de twee raffinaderijen zo'n 40% van de Britse en Franse oliebehoefte en zo'n 80% van de kerosinevraag van de Britse Royal Air Force. De Noord-Afrikaanse Veldtocht draaide zelfs volledig op de twee raffinaderijen. Ook voedden zij voor 70% de Amerikaanse strijd in de Grote Oceaan.
Het belang van de Lago was goed bekend bij het Duitse opperbevel. Op 16 februari 1942 kreeg de Duitse onderzeeër U 156 het bevel een aanval op Aruba uit te voeren, de eerste op het westelijk halfrond. Doordat het dekkanon van de onderzeeër explodeerde, liep de raffinaderij geen schade op. Drie olietankers die ruwe olie van het Maracaibo-meer vervoerden werden echter getorpedeerd.

## Na 1945

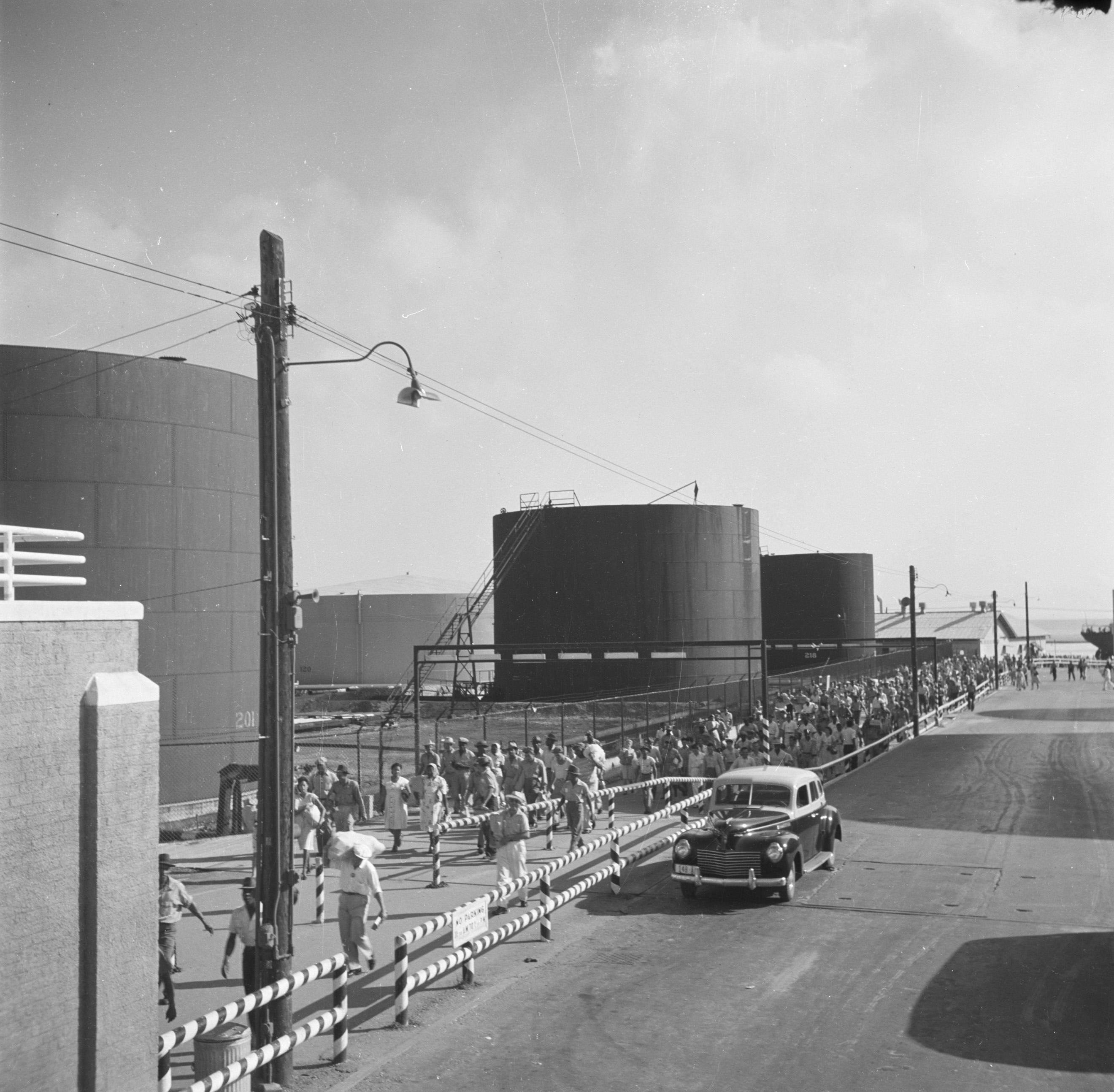
Het personeel verlaat de raffinaderij (1947)

Toen na de Tweede Wereldoorlog de vraag naar benzine haar hoogtepunt bereikte, draaide de Lago-raffinaderij op volle capaciteit en had het bedrijf meer dan 8.000 personeelsleden in dienst. Ongeveer duizend uit Noord-Amerika en Europa geïmporteerde medewerkers hadden toezichthoudende functies. De overige werknemers waren afkomstig uit Aruba en uit landen en gebieden in de regio, voornamelijk uit Brits West-Indië. Vanaf de jaren 30 werden door de Lago woningen en andere faciliteiten, uitsluitend bestemd voor haar personeel, gebouwd en beheerd. Voor de uitgezonden stafleden werd een eigen dorpsgemeenschap, bekend als Lago Colony, neergezet ten oosten van de raffinaderij te Seroe Colorado. Naast de Lago Colony verrezen er woonwijken voor het "lokale" personeel, voor elke laag van de hiërarchie een aparte wijk: Lago Heights (1937), Essoville (1939) en Lagoville (1947). In Seroe Colorado kwam er een bedrijfsziekenhuis, Lago Hospital en in San Nicolas een sportfaciliteit, Lago Sport Park en een supermarkt, Lago Commissary. Op de lokale markt was de Lago actief als brandstofleverancier voor de Esso-tanksstations en industriële bedrijven. Eind jaren 50 deed de automatisering zijn intrede in de bedrijfsvoering, waarna een periode van personeelsafvloeiing volgde.
In 1985 sloot Exxon Corporation de Lago en begon zowel de fabrieksinstallaties als de Lago Colony te ontmantelen. Voordat deze volledig was ontmanteld, werd de raffinaderij overgenomen door de overheid van Aruba en verkocht aan Coastal Corporation, die na een ingrijpende revisie in 1990 de raffinaderij opnieuw in gebruik nam, maar nog lang niet in haar oorspronkelijke staat. In 2004 ging de raffinaderij over in handen van Valero Energy Corporation, die deze, na stillegging in 2010, weer aan Land Aruba verkocht. Na hevige inspanning van het kabinet Mike Eman II om de inmiddels verouderde raffinaderij te heropenen werd in 2016 een exploitatie-overeenkomst voor 15 jaar aangegaan met Citgo Petroleum Corporation.

## President-directeuren
- 1925-1933?: Captain R. Rodgers
- 1943-1944: W.J. Haley
- 1944-1946: Lloyd Gaston Smith
- 1946-1956: John J. Horigan
- 1956-1961: Odis S. Mingus
- 1961-1969: Walter A. (Bud) Murray
- 1969-1970: J.M. (Jim) Ballenger
- 1970-1973: Roy L. Trusty
- 1973-1976: J.M. (Jim) Ballenger
- 1976-1979: Lee Raymond
- 1979-1982: G.E. Golden
- 1982-1985: Antonio Cavallaro